# NGC 6419
NGC 6419 este o galaxie spirală situată în constelația Dragonul. A fost descoperită în 17 august 1883 de către Lewis A. Swift. Se află la o distanță de 112,62 megaparseci de Pământ.